# In Glorious Times
In Glorious Time è il terzo album dei Sleepytime Gorilla Museum uscito nel 2007. Di genere rock progressivo, contiene undici tracce.

## Tracce
1. The Companions – 10:04
2. Helpless Corpses Enactment – 5:57
3. Puppet Show – 4:15
4. Formicary – 5:46
5. Angle of Repose – 7:53
6. Ossuary – 4:35
7. The Salt Crown – 8:40
8. The Only Dance – 4:20
9. The Greenless Wreath – 6:51
10. The Widening Eye – 5:09
11. The Putrid Refrain – 2:55